# Pera Brada Potomak
Pera Brada Potomak je srpska rok grupa osnovana u septembru 2021. godine u Beogradu.

## Istorijat
Iako je grupa osnovana 2021. godine muzička saradnja između članova traje godinama. Milan i Veljko su još 2010. svirali u „Iron Maiden” tribute bendu „Prophecy of Mirrors”, Nikola i Milan su svirali u cover bendu „Simple men”, Veljko i Nikola su bili u akustičnom cover bendu „Ženica bluz ”, Vladimir i Milan su neko vreme svirali zajedno u bendu „Rock time” i na kraju Veljko, Milan i Nikola u bendu „Mačke u Džaku”.
Prvi nastup se kao grupa imali su  4. decembra 2021. godine u okviru „Belgrade No Compromise” festivala na kom se bend pojavljivao i naredne tri godine.
Početkom 2023. godine bend ulazi u studio Mašina 23 u kom je snimana Gitarologija" i prvi EP izdaju 8. marta 2023. godine pod nazivom Kataklizma kapitalizma.
Za pesme Život neće nikoga da čeka i Kataklizma kapitalizma su snimljeni spotovi.
Drugi EP Budi svoj izlazi u novembru 2023. i označava nastavak saradnje benda sa producentom Sašom Otaševićem.
U januaru 2024. izbacuju i jedno mini lajv izdanje iz Doma omladine Beograda snimljeno u okviru BARF festivala. Istog meseca izlazi i novi singl Bog sve to gleda.
U avgustu 2024. izbacuju svoj treći EP, Uspon ili pad.
Izlaskom trećeg EP-a se kompletira prvi album benda koji se prosto zove "Trilogija Potomaka".
Kao najava drugog albuma u septembru 2025. izlazi singl "Narod bi da živi".

## Nastupi uživo
Bend je nastupao na brojnim festivalima i mestima :
- Zaječarska gitarijada
- Festival Wind Rock u Vršcu
- Demofest u Banjaluci
- Dom omladine Beograda u okviru BARF festivala (osvojeno drugo mesto)
- Beogradski klubovi: Fest, Atom, Kuglaš, Zappa Barka, URMUS, Garaža

## Kritike
Stefan Megić je u svom članku opisao bend sledećim rečima : „Napokon bend koji ne pati od originalnosti, već je sastavljen od energije, poezije i sirovog rokenrola”.."

## Članovi
- Milan Golubović - bas gitara, vokal
- Veljko Vukliš - gitara, prateći vokal
- Nikola Paoletti - gitara, prateći vokal
- Vladimir Vrionis - bubnjevi

## Diskografija

### EP
- Kataklizma kapitalizma (mart 2023)
- Budi svoj (novembar 2023)
- Uspon ili pad (avgust 2024)

### Singlovi
- Bog sve to gleda (2024)
- Narod bi da živi (2025)

### Lajv albumi
- Live Dom Omladine (2024)

## Spoljanje veze
- Pera Brada Potomak na sajtu Fejsbuk
- Pera Brada Potomak na sajtu Instagram